# Альтенхоф (Эккернфёрде)

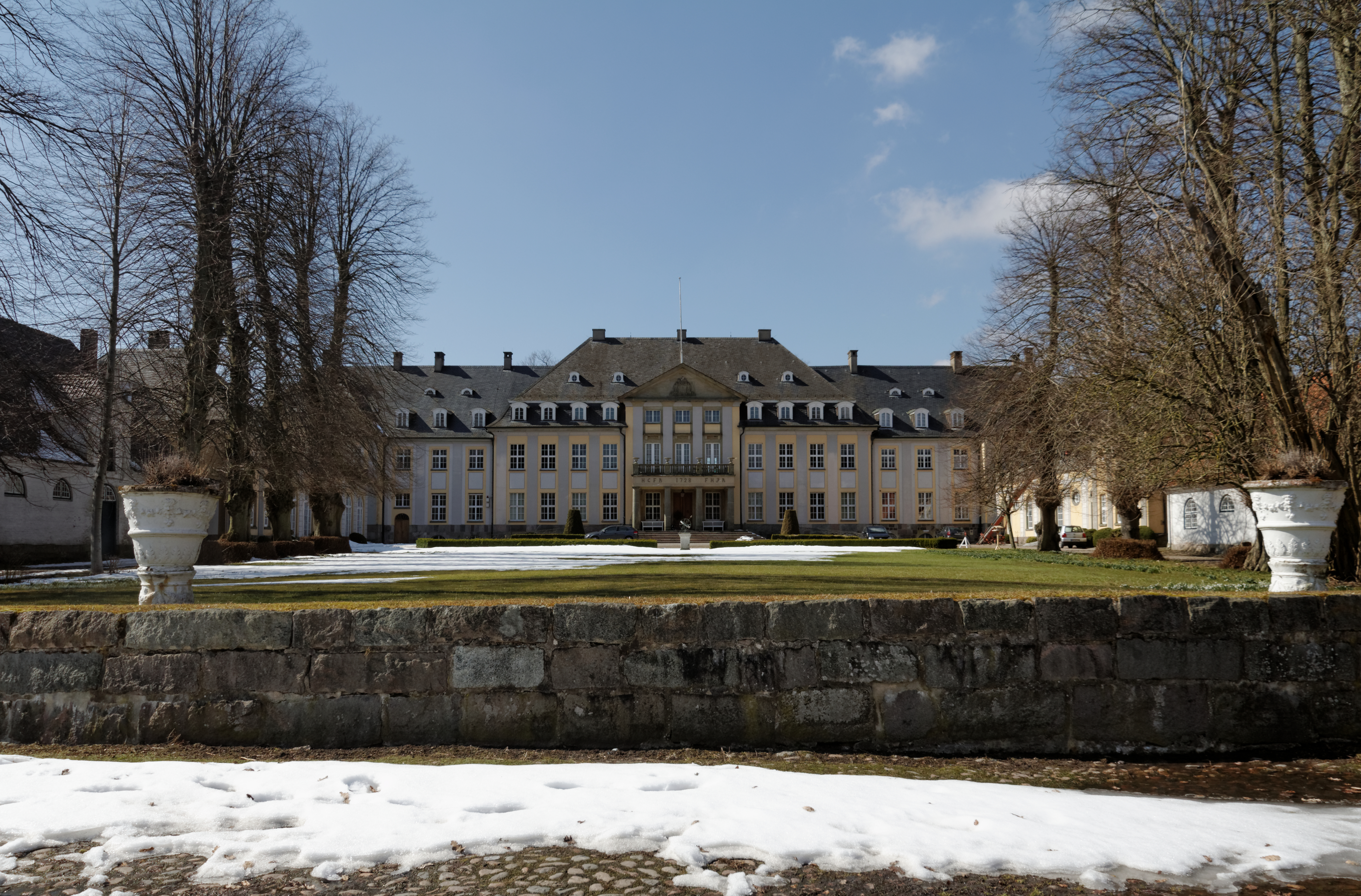

Альтенхоф (нем. Altenhof) — коммуна в Германии, в земле Шлезвиг-Гольштейн.
Входит в состав района Рендсбург-Экернфёрде. Подчиняется управлению Виндеби. Население составляет 315 человек (на 31 декабря 2010 года). Занимает площадь 12,09 км².